# Horatiobucht
Die Horatiobucht ist eine kleine Bucht der Drakestraße an der Westküste von King George Island, der größten der Südlichen Shetlandinseln. 
Sie liegt im Südwesten der Fildes-Halbinsel, nördlich des Berges Horatio Stump und nordöstlich der Halbinsel Flat Top Peninsula. Südlich des Isthmus, der die Flat-Top- mit der Fildes-Halbinsel verbindet, schließt die Geographers Cove an. Von Süden mündet der Horatiobach, der beim Horatio Stump entspringt, in die Bucht; einen Kilometer nordnordöstlich liegt die Biologenbucht.
Im Rahmen zweier deutscher Expeditionen zur Fildes-Halbinsel in den Jahren 1981/82 und 1983/84 unter der Leitung von Dietrich Barsch (Geographisches Institut der Universität Heidelberg) und  Gerhard Stäblein (Geomorphologisches Laboratorium der Freien Universität Berlin) wurden zahlreiche bis dahin unbenannte geographischen Objekte der Fildes-Halbinsel neu benannt. Die Bucht und der Bach wurden nach dem Horatio Stump benannt und dem Wissenschaftlichen Ausschuss für Antarktisforschung (Scientific Committee on Antarctic Research, SCAR) gemeldet. Übergeordneter Namensgeber ist der britische Robbenfänger Stump aus London, der zwischen 1820 und 1821 in den Gewässern um die Südlichen Shetlandinseln operiert hatte.